# Xyris mallocephala
Xyris mallocephala är en gräsväxtart som beskrevs av John Michael Lock. Xyris mallocephala ingår i släktet Xyris och familjen Xyridaceae.
Artens utbredningsområde är Tanzania. Inga underarter finns listade i Catalogue of Life.